# Медляки полированные
Медляки полированные (лат. Oodescelis) — род жесткокрылых из семейства чернотелок.

## Описание
передние бёдра на внутренней стороне с сильным тупым зубцом. Наружный край передних голеней на вершине без лопастевидного зубца.

## Систематика
В составе рода:
- Oodescelis acuta Kaszab, 1940
- Oodescelis hirtipennis Kaszab, 1940
- Oodescelis longisterna Kaszab, 1940
- Oodescelis necopinata Skopin, 1965
- Oodescelis ovulum (Seidlitz, 1893)